# Ophryophryne pachyproctus
Espèce
Statut de conservation UICN

 LC  : Préoccupation mineure
Ophryophryne pachyproctus est une espèce d'amphibiens de la famille des Megophryidae.

## Répartition
Cette espèce est endémique du Sud-Est de l'Asie. Elle se rencontre :
- en République populaire de Chine dans la province du Yunnan ;
- dans le Nord et l'Est du Laos ;
- au Viêt Nam dans les provinces de Hà Tĩnh et de Nghệ An.

## Publication originale
- Kou : A new species of Ophryophryne from Yunnan. Acta Herpetologica Sinica, New Series, Chengdu, vol. 4, no 1, p. 41-43.